# Delassor jonesi
Delassor jonesi är en insektsart som först beskrevs av William Lucas Distant 1909.  Delassor jonesi ingår i släktet Delassor och familjen spottstritar. Inga underarter finns listade i Catalogue of Life.